# 禁色 (電影)
《禁色》是一部1992年上映的香港悲劇電影，由陳奧圖執導，也是其首部女同性戀三級片。

## 劇情
香港某貴族女校，中七女生Jenny（李美琪飾）鍾情於五中純情校花Michelle（葉麗紅飾）。在一次肌膚接觸後，Michelle對Jenny之愛欲拒還迎，後來更欣然接受。畢業後二人共赴同居。Michelle畢業後，因工作關係，常接觸上司Tony（張錦程飾），後Tony更介入她倆之間。Tony是一個有為青年，對Michelle百般呵護，同性與異性之愛糾纏不清。一段錯綜複雜的三角關係隨即展開……

## 分級制度
依香港電影分級制度本片屬於第三級，禁止18歲以下人士收看。

## 演員
- Jenny 由 丘咲裕美飾 （粵語配音：陸惠玲）
- Michelle 由 葉麗紅飾
- Tony 由 張錦程飾 （粵語配音：張錦程）
- Terry 由 黃月珊飾
- Terry同學 由 蔡欣倩飾
- Stella 由 梁錚飾
- Johnny 由 伍小平飾
- 校董 由 陳遠達飾
- Michelle父親 由 陳錫濂飾
- 學校老師 由 譚淑梅飾
- 學校修女 由 陳麗卿飾

以上演員為首部拍參演三級片之作品，此外，本片為張錦程也首次在錄音室裏配演自己，之后每部他主演的電影也是在錄音室裏配演自己。

## 外部連結
- 開眼電影網上《紅粉佳人》的資料（繁體中文）
- 香港影庫上《禁色》的資料（繁體中文）
- 豆瓣电影上《禁色》的資料 （简体中文）
- AllMovie上《禁色》的资料（英文）
- 互联网电影数据库（IMDb）上《禁色》的资料（英文）